# (4170) Semmelweis
(4170) Semmelweis (1980 PT) – planetoida z pasa głównego asteroid okrążająca Słońce w ciągu 5,25 lat w średniej odległości 3,02 j.a. Odkryta 6 sierpnia 1980 roku.